# Julio Müller Luján
Julio Müller Luján   (Chihuahua, 28 de febrer de 1905 - Ciutat de Mèxic, 28 de març de 1984) va ser un jugador de polo mexicà que va prendre part en els Jocs Olímpics de Berlín, on guanyà la medalla de bronze en la competició de polo. Compartí equip amb Juan Gracia, Antonio Nava i Alberto Ramos.